# Geek Toys
Geek Toys Inc. (株式会社ギークトイズ Kabushiki-gaisha Gīku Toizu?) es un estudio de animación japonés con sede en Kōenji, Tokio.

## Establecimiento
El estudio fue fundado en Kōenji, Tokio en octubre de 2017 por Tamotsu Kosano, sirviendo a una subsidiaria de la corporación japonesa de medios de comunicación Geek Pictures, antes de mudarse a Nakano, Tokio en febrero de 2020.

## Obras

### Series de televisión
| Año  | Título                                                  | Director(es)              | Fecha de primera transmisión | Fecha de última transmisión | Eps. | Notas                                                                                                 | Refs.                       |
| ---- | ------------------------------------------------------- | ------------------------- | ---------------------------- | --------------------------- | ---- | --- | --------------------------- |
| 2018 | RErideD-Tokigoe no Derida                               | Takuya Satō               | 3 de octubre de 2018         | 19 de diciembre de 2018     | 12   | Trabajo original.                                                                                     | [ 5 ]                       |
| 2019 | Kawaikereba Hentai demo Suki ni Natte Kuremasuka?       | Itsuki Imazaki            | 8 de julio de 2019           | 23 de septiembre de 2019    | 12   | Adaptación de la novela ligera escrita por Tomo Hanama e ilustrada por Sune.                          | [ 6 ]                       |
| 2020 | Plunderer                                               | Hiroyuki Kanbe            | 8 de enero de 2020           | 24 de junio de 2020         | 24   | Adaptación del manga escrito e ilustrado por Suu Minazuki.                                            | [ 7 ]                       |
| 2022 | Fantasia Sango                                          | Shunsuke Machitani        | 11 de enero de 2022          | 29 de marzo de 2022         | 12   | Adaptación de la serie de videojuegos Fantasia Sango de UserJoy Technology.                           | [ 8 ]                       |
| 2022 | Date A Live IV                                          | Jun Nakagawa              | 8 de abril de 2022           | 24 de junio de 2022         | 12   | Secuela de Date A Live III.                                                                           | [ 9 ] [ 10 ]                |
| 2023 | Ningen Fushin no Bōkensha-tachi ga Sekai o Sukū Yō Desu | Itsuki Imazaki            | 10 de enero de 2023          | 28 de marzo de 2023         | 12   | Adaptación de la novela ligera escrita por Shinta Fuji e ilustrada por Susumu Kuroi.                  | [ 11 ]                      |
| 2023 | Dead Mount Death Play                                   | Manabu Ono                | 11 de abril de 2023          | 27 de junio de 2023         | 12   | Adaptación del manga escrito por Ryohgo Narita e ilustrado por Shinta Fujimoto.                       | [ 12 ]                      |
| 2023 | Liar Liar                                               | Satoru Ono Naoki Matsuura | 8 de julio de 2023           | 23 de septiembre de 2023    | 12   | Adaptación de la novela ligera escrita por Haruki Kuō e ilustrada por konomi.                         | [ 13 ] [ 14 ] [ 15 ]        |
| 2023 | Migi to Dali                                            | Mankyū                    | 2 de octubre de 2023         | 25 de diciembre de 2023     | 13   | Adaptación del manga escrito e ilustrado por Nami Sano.                                               | [ 16 ] [ 17 ]               |
| 2023 | Dead Mount Death Play Part 2                            | Yoshihiro Satsuma         | 10 de octubre de 2023        | 26 de diciembre de 2023     | 12   | Secuela de Dead Mount Death Play.                                                                     | [ 18 ] [ 19 ]               |
| 2024 | Date A Live V                                           | Jun Nakagawa              | 10 de abril de 2024          | 26 de junio de 2024         | 12   | Secuela de Date A Live IV.                                                                            | [ 20 ] [ 21 ] [ 22 ] [ 23 ] |
| 2025 | Salaryman ga Isekai ni Ittara Shitennō ni Natta Hanashi | Michio Fukuda             | 6 de enero de 2025           | 17 de marzo de 2025         | 12   | Adaptación del manga escrito por Benigashirae ilustrado por Muramitsu. Coproducción junto a CompTown. | [ 24 ] [ 25 ] [ 26 ]        |

### Películas
| Año  | Título                            | Director(es) | Fecha de lanzamiento    | Duración | Notas                                                                     | Refs.  |
| ---- | --------------------------------- | ------------ | ----------------------- | -------- | ------------------------------------------------------------------------- | ------ |
| 2020 | Date A Bullet: Dead or Bullet     | Jun Nakagawa | 14 de agosto de 2020    | 24m      | Adaptación del spin-off de Date a Live protagonizado por Kurumi Tokisaki. | [ 27 ] |
| 2020 | Date A Bullet: Nightmare or Queen | Jun Nakagawa | 13 de noviembre de 2020 | 29m      | Secuela de Date A Bullet: Dead or Bullet.                                 | [ 28 ] |